# 兵庫県道181号古市停車場線
兵庫県道181号古市停車場線（ひょうごけんどう181ごう ふるいちていしゃじょうせん）は、兵庫県丹波篠山市を通る一般県道である。

## 概要
JR西日本福知山線 古市駅前から国道372号交点に至る。

### 路線データ
- 起点：丹波篠山市古市（JR西日本福知山線 古市駅前）
- 終点：丹波篠山市古市（国道372号交点）
- 総延長：401 m

## 地理

### 通過する自治体
- 兵庫県
  - 丹波篠山市

### 交差する道路
| 交差する道路 | 交差する場所 | 交差する場所 |
| ------------ | ------------ | ------------ |
| 国道372号    | 古市         | 終点         |

### 沿線
- JR西日本福知山線 古市駅
- 篠山警察署 古市駐在所
- 古市郵便局